# Ateo (singolo)
Ateo è un singolo del cantante spagnolo C. Tangana e della cantante argentina Nathy Peluso, pubblicato l'8 ottobre 2021 come secondo estratto dalla ristampa del secondo album in studio di C. Tangana El madrileño.

## Tracce
Testi e musiche di Antón Álvarez, Cristian Quirante Catalán, Natalia Peluso, Víctor Martínez.
1. Ateo – 3:59

## Classifiche
| Classifica (2021) | Posizione massima |
| ----------------- | ----------------- |
| Spagna            | 1                 |